# 魯多澤姆高地
67°39′00″S 66°42′00″W / 67.65000°S 66.70000°W

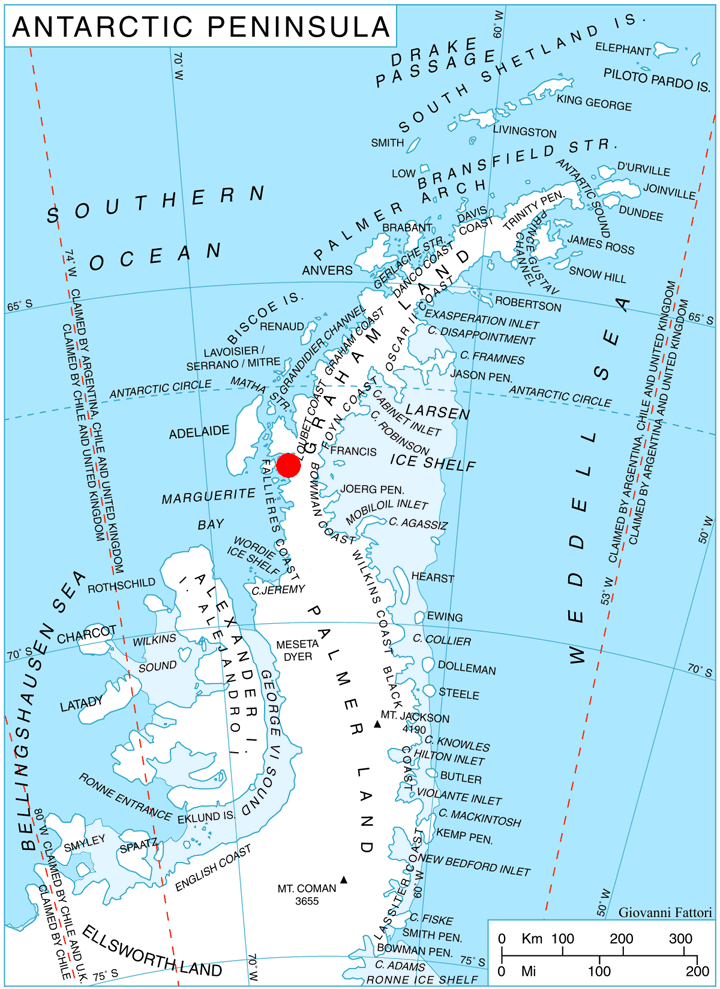

魯多澤姆高地是南極洲的高地，位於葛拉漢地，最高點是海拔高度1,500米的格拉維尼察峰，該高地以保加利亞南部城鎮魯多澤姆命名。

## 外部連結
- SCAR Composite Antarctic Gazetteer（页面存档备份，存于）.